# Орловсько-Вітебська залізниця
Орловсько-Вітебська залізниця — історична залізниця яка існувала в Російській імперії.
Залізниця будувалася акціонерним товариством, статут якого був затверджений 2 травня 1863 року.
У будівництві брав участь Губонін Петро Йонович.

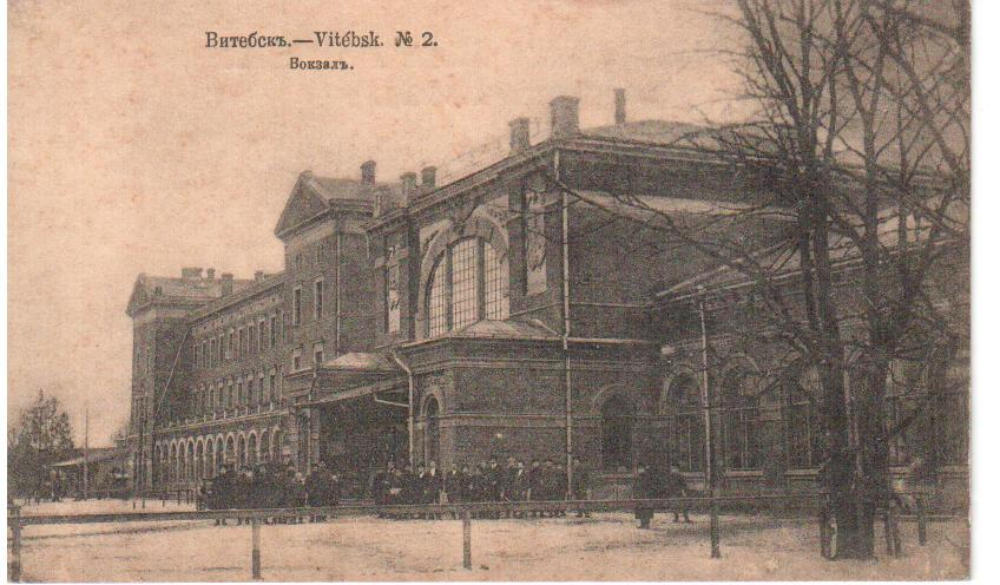
Вокзал у Вітебську. Близько 1904-1917 рр.

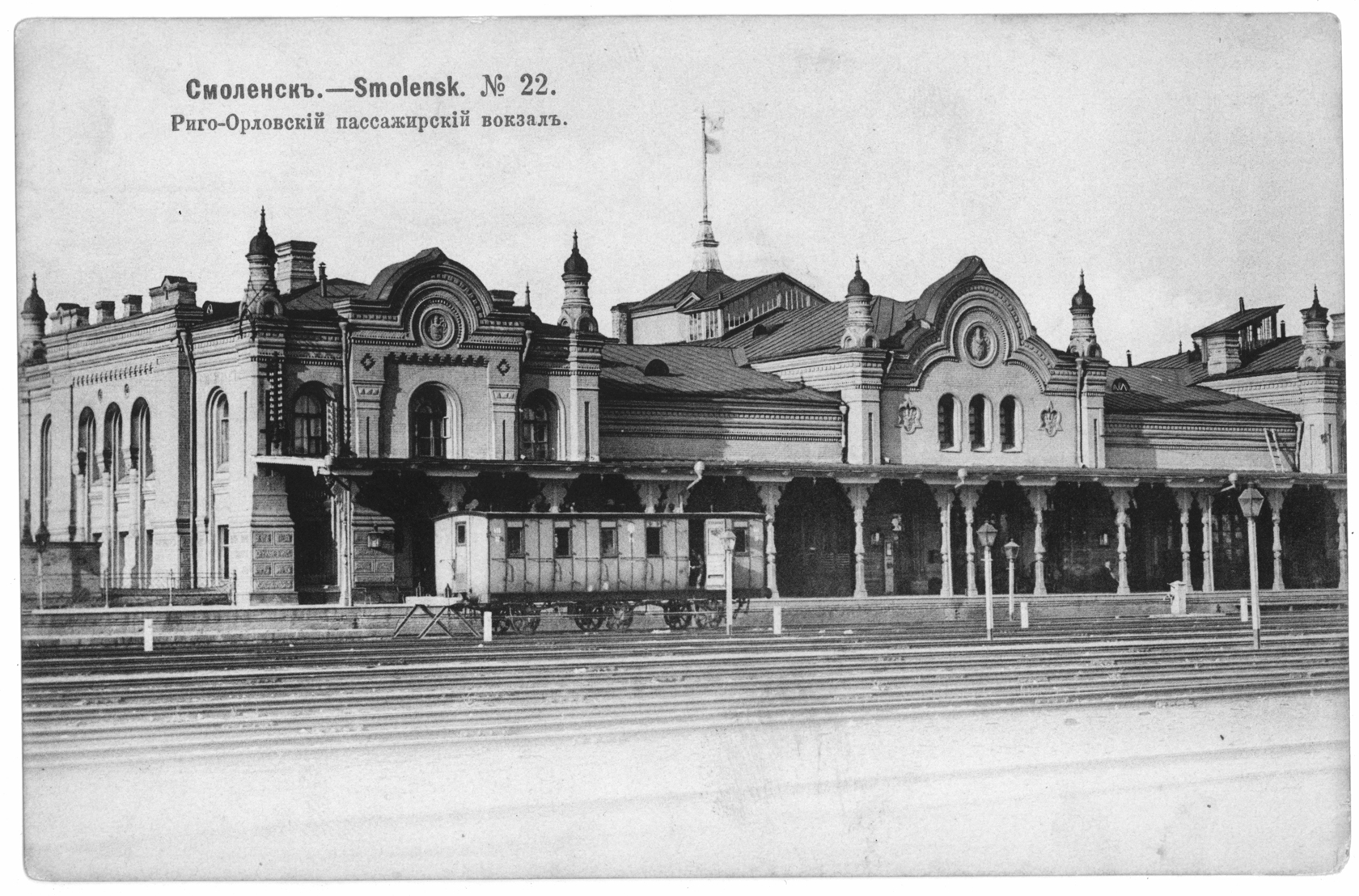
Вокзал в Смоленську

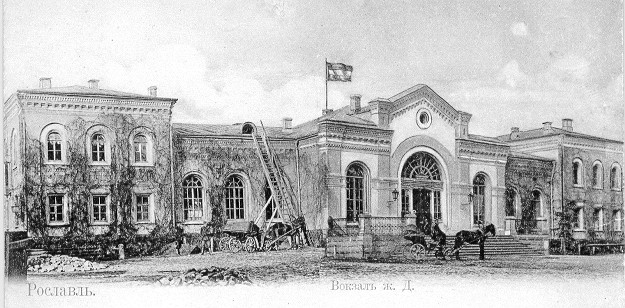
Вокзал станції Рославль

Феттінг Олександр Петрович урядовий інспектор по Земській Орловсько-Вітебській залізниці в період з 1870 по 1880 рік. Протяжність Орловсько-Вітебської залізниці становила 478 кілометрів, була відкрита у 1868 році.
Зважаючи на велику збитковості вона була викуплена державою і з 1 лютого 1894 року залізниця увійшла до складу Ризько-Орловської залізниці.

## Архівні джерела
- РГИА, ф 446, оп. 29, д. 12. Доклад № 11. 4 февраля 1894 г. "О принятии С.Петербурго-Варшавской, Николаевской, Московско-Нижегородской, Митавской, Риго-Двинской, Больдерааской и Орлово-Витебской железных дорог в казну".(рос.)
- РГИА, ф. 446, оп. 29, д. 14. Доклад № 153. 29 июля 1894 г. "По ходатайству уполномоченных Орловской городской думы об оставлении в городе Орле Управления Риго-Двинской, Двинско-Витебской и Орловско-Витебской железных дорог".(рос.)